# فأر الأيل
فأر الأيل (الاسم العلمي: Peromyscus)، جنس قوارض من فئران العالم الجديد. تتميز أنواعه بعيون كبيرة نسبيًا، وغالبًا ما تكون بلونين، مع ألوان داكنة فوق الظهر، ولون أبيض في البطن والأطراف.

## مستودع للأمراض البشرية
فيروس هانتا
لفت فأر الأيل انتباه الجمهور عندما تم اكتشاف أنه أحد الأنواع الرئيسية المختزنة لفيروسات هانتا.
لايم
أظهرت دراسة حديثة أجريت في كولومبيا البريطانية على 218 من فئران الأيل أن 30% (66) كانت مصابة ببوريليا برغدورفيرية، عامل المسبب لداء لايم.
أمراض أخرى
ويحمل فأر الأيل داء البابسيات وداء إيرليخ.